# Pouch
Pouch, de son véritable nom François Pouchelon, né le 29 octobre 1944 à Joigny (Yonne) est un dessinateur de presse écrite, artiste peintre et illustrateur français.

## Biographie
François Pouchelon passe sa jeunesse à Bruxelles où il reçoit à l'École supérieure des arts Saint-Luc un enseignement artistique qui le passionne. Après une carrière dans la grande distribution et les agences de publicité, il se fait connaître en tant que Pouch, le nom d'artiste qu'il se choisit pour signer les dessins d'humour qui commencent à paraître dans la presse.

## Œuvre
Ses premiers dessins de presse paraissent en 1978 dans Le Monde de la musique, dès le premier numéro du journal. Suivent alors des collaborations ponctuelles avec la presse (Le Figaro, L'Humanité, L'Événement du jeudi…), et régulières avec la presse spécialisée (La Gazette médicale, Le Particulier Immobilier, 30 millions d'amis, Vocable…).
Parallèlement, il commence à travailler avec l'édition en illustrant des ouvrages parascolaires chez Albin Michel, Larousse et Bordas, puis des textes de tous genres (juridiques, littéraires, etc.).
Mais Pouch n'abandonne jamais la création picturale personnelle en peignant paysages, scènes de genres, etc., variant les techniques où il intègre une note d'humour qui rappelle son travail de dessinateur de presse. Il participe ainsi à de nombreuses expositions.